# Engelsk hvede
Engelsk Hvede (Triticum turgidum) er en græsart, der dyrkes som korn. Engelsk hvede er fremavlet gennem generationers udvælgelse og dyrkning, og dens oprindelige udseende og hjemsted kendes ikke. I 1906 fandt man dog én af artens vilde forfædre, Triticum turgidum var. dicoccoides, i Palæstina. Denne vildart blev taget ind til dyrkning i Mellemøsten for mere end 10.000 år siden.

## Anvendelse
Engelsk hvede bruges ikke mere i sin vilde form, men varianten emmer dyrkes dog stadig i visse bjergegne i Europa. Den har en ret lav ydelse, målt i kg kerner, og selv om det modsvares af et højt proteinindhold og en gunstig fordeling af vigtige aminosyrer, har netop den kendsgerning betydet, at man efterhånden har opgivet arten. Dyrkningen af Engelsk Hvede blev indledt i Europa i den yngre stenalder.
| Portal | Portal:Botanik |